# Веремиевка (Черкасская область)
Вереми́евка (укр. Вереміївка) — село в Золотоношском районе Черкасской области Украины. Расположено на реке Баталий.
Население по переписи 2001 года составляло 1862 человека. Почтовый индекс — 19972. Телефонный код — 4739.

## Местный совет
19972, Черкасская обл., Золотоношский р-н, с. Веремиевка, ул. Центральная, 103